# Districte de Zvolen
El districte de Zvolen - (eslovac) Okres Zvolen - és un dels 79 districtes d'Eslovàquia. Es troba a la regió de Banská Bystrica. Té una superfície de 759,04 km², i el 2013 tenia 68.989 habitants. La capital és Zvolen.

## Demografia
| Godina             | 1994   | 2004   | 2014   | 2024   |
| ------------------ | ------ | ------ | ------ | ------ |
| Nombre de persones | 67.753 | 67.678 | 69.009 | 65.370 |
| Diferència         |        | −0,11% | +1,96% | −5,27% |

| Godina             | 2023   | 2024   |
| ------------------ | ------ | ------ |
| Nombre de persones | 65.578 | 65.370 |
| Diferència         |        | −0,31% |

## Llista de municipis

### Ciutats
- Zvolen
- Sliač

### Pobles
Babiná · Bacúrov · Breziny · Budča · Bzovská Lehôtka · Dobrá Niva · Dubové · Hronská Breznica · Kováčová · Lešť · Lieskovec · Lukavica · Michalková · Očová · Ostrá Lúka · Pliešovce · Podzámčok · Sása · Sielnica · Tŕnie · Turová · Veľká Lúka · Zvolenská Slatina · Železná Breznica
1. 1 2  «Počet obyvateľov podľa pohlavia - obce (ročne) [om7102rr_obce=AREAS_SK]».   Statistical Office of the Slovak Republic, 31-03-2025. [Consulta: 31 març 2025].